# Space age pop
Space age pop (literalmente: pop da era espacial) é um termo geral vagamente baseado para um gênero musical associado a certos compositores mexicanos e americanos da era espacial da década de 1950 e 1960.
É também chamado de bachelor pad music ou lounge music. O Space age pop foi inspirado no zeitgeist ("espírito da época") daqueles tempos, um otimismo baseado na forte economia do pós-guerra e no boom da tecnologia, e o precoce entusiasmo com as incursões da humanidade no espaço. Embora não haja nenhum álbum específico, a data ou ano em que o gênero nasceu, o produtor Irwin Chusid identifica o seu apogeu como "cerca de 1954-1964 a partir do amanhecer de alta fidelidade (Hi-Fi) até a chegada dos Beatles."
A música não se limita a um único estilo, e nem sempre é facilmente categorizados. Há diversos estilos que podem ser reconhecidos como uma influência: compositores clássicos, como Ravel e Debussy, as big bands dos anos 1940, e diferentes estilos exóticos, como o samba, jazz latino e calypso. O Space age pop está relacionado com os gêneros de música lounge, exotica, ou uma bela música, e pode ser considerado um precursor do gênero musical da space music.